# (3152) Jones
(3152) Jones es un asteroide perteneciente al cinturón de asteroides, descubierto el 7 de junio de 1983 por Alan C. Gilmore y la también astrónoma Pamela M. Kilmartin desde el Observatorio Universitario del Monte John, Isla Sur, Nueva Zelanda.

## Designación y nombre
Designado provisionalmente como 1983 LF. Fue nombrado Jones en honor al astrónomo aficionado neozelandés Albert Francis Arthur Lofley Jones.